# Teenage Mutant Ninja Turtles: The Cowabunga Collection
Teenage Mutant Ninja Turtles: The Cowabunga Collection è una raccolta di videogiochi delle Tartarughe Ninja pubblicata nel 2022 da Konami per PlayStation 4, PlayStation 5, Xbox One, Xbox Series X e Series S, Nintendo Switch e Microsoft Windows.
La raccolta include:
- Teenage Mutant Ninja Turtles (arcade)
- Teenage Mutant Ninja Turtles: Turtles in Time (arcade)
- Teenage Mutant Ninja Turtles (NES)
- Teenage Mutant Ninja Turtles II: The Arcade Game (NES)
- Teenage Mutant Ninja Turtles III: The Manhattan Project (NES)
- Teenage Mutant Ninja Turtles: Tournament Fighters (NES)
- Teenage Mutant Ninja Turtles IV: Turtles in Time (SNES)
- Teenage Mutant Ninja Turtles: Tournament Fighters (SNES)
- Teenage Mutant Ninja Turtles: The Hyperstone Heist (Sega Mega Drive)
- Teenage Mutant Ninja Turtles: Tournament Fighters (Sega Mega Drive)
- Teenage Mutant Ninja Turtles: Fall of The Foot Clan (Game Boy)
- Teenage Mutant Ninja Turtles II: Back from the Sewers (Game Boy)
- Teenage Mutant Ninja Turtles III: Radical Rescue (Game Boy)

Ad eccezione di Teenage Mutant Ninja Turtles (arcade) e Tournament Fighters (NES), tutti i giochi sono distribuiti con la corrispondente versione giapponese. Alcuni giochi presentano la modalità multigiocatore online.

## Accoglienza
Sia IGN che Nintendo Life hanno recensito positivamente la raccolta, criticando tuttavia la componente online, evidenziando la difficoltà di matchmaking e il numero ridotto di titoli con tale funzionalità (solamente quattro al lancio del gioco).